# Belejovce
Belejovce (in ungherese Belejőc) è un comune della Slovacchia facente parte del distretto di Svidník, nella regione di Prešov.